# Familia Wiesner
La familia Wiesner es una reconocida familia colombiana de origen alemán que emigró a Sudamérica a finales del siglo XVIII. Su fundador, Jacobo Benjamín Wiesner. A lo largo de los años, los miembros de la familia han servido al país en diversos ámbitos, desempeñándose como ministros, médicos, abogados, ingenieros y empresarios. 

## Historia
En 1787, el rey Carlos III de España solicitó al Elector de Sajonia el envío de mineralogistas expertos para enseñar su profesión y trabajar en las minas del Nuevo Reino de Granada, más tarde conocido como Colombia. En respuesta, fueron enviados ocho jóvenes, entre ellos el fundador de esta familia: Jacob Benjamín Wiesner Heckerin (1763–1842), físico, químico, matemático, mineralogista e ingeniero alemán, nacido en Freiberg, Sajonia, Alemania.
Wiesner se graduó de la Technische Universität Bergakademie Freiberg, donde entabló una estrecha amistad con Alexander von Humboldt. Más adelante, se desempeñó como Director de Minas en Zipaquirá, Colombia, designado por Simón Bolívar. Posteriormente, sus descendientes se establecieron en Zipaquirá y en Santa Fe de Bogotá.

## Notables
- Jacob Benjamin Wiesner Heckerin (1763–1842)[2] fue un físico, químico, matemático, mineralogista e ingeniero alemán nacido en Freiberg, Sajonia, Alemania[3]
- Jacobo Wiesner Morales, nieto de Jacobo Benjamin, fue periodista y empresario. Inventó un jabón vegetal que se fabricó durante muchos años en Colombia.
- Uldarico Wiesner Pardo fue a Quito y Quevedo. Se instaló en Guayaquil, donde construyó una gran casa, con distribuidora de cerveza y carbonera en los pisos inferiores. Creó tres familias.
- Eugenio Wiesner fue un ingeniero y empresario colombiano que jugó un papel clave en el desarrollo urbano, sanitario y energético de Bogotá durante la primera mitad del siglo XX. Participó en la construcción del Hospital San Carlos y en la creación de la Clínica de Maternidad David Restrepo, instituciones pioneras destinadas a mejorar la atención médica de poblaciones vulnerables y de clase media.[4] En el ámbito empresarial, fue accionista fundador de Almaviva S.A. (inicialmente Almacenes Nacionales de Depósito S.A.), una empresa estratégica para la logística y el almacenamiento de mercancías en el país.[5] También tuvo una participación destacada en el sector energético como accionista de las Empresas Unidas de Energía Eléctrica S.A., empresa responsable de suministrar electricidad y calefacción a Bogotá y la Sabana a partir de 1927, durante un periodo clave de modernización urbana.[6]
- Enrique Corradine Wiesner fue el propietario de Steelworks Corradine (1942–1990).[7]
- Eduardo Wiesner Durán se desempeñó como Ministro de Hacienda de Colombia entre 1978 y 1982. Fue Presidente de la Asociación de Banqueros de Colombia 1976, Consejo Nacional de Profesionales Económicos de Colombia 1977. Se desempeñó como Jefe del Departamento Nacional de Planeación . Fue Director del Departamento del Hemisferio Occidental del Fondo Monetario Internacional entre 1982 y 1987 y Representante Comercial Especial del Fondo Monetario Internacional desde 1987. Trabajó como Director de la Oficina del Fondo Monetario Internacional en Ginebra desde 1987 y fue nombrado Director Ejecutivo del Banco Mundial en mayo de 1989.
- Francisco Wiesner Rozo fue el principal arquitecto del desarrollo moderno del sistema de acueducto de Bogotá. A lo largo de 57 años de servicio en la Empresa de Acueducto y Alcantarillado de Bogotá (1926–1983), lideró proyectos fundamentales como la planta Vitelma y el embalse La Regadera (1938), el acueducto Tibitoc (1959) y el sistema Chingaza (1983), que hoy abastece cerca del 70 % del agua potable de la ciudad. Como ingeniero jefe y gerente, defendió la autonomía técnica de la empresa, promovió la conservación de los páramos de Chingaza y Sumapaz, y fue clave en la formulación del primer Código Nacional de Recursos Naturales del mundo. En reconocimiento, la planta de tratamiento de La Calera lleva su nombre desde 1984.[8]
- Guillermo Wiesner Rozo fue constructor y miembro de La Lonja del Mercado de Bogotá. Fue Presidente del Consejo Directivo del Colegio Gimnasio Moderno de Bogotá.
- Carolina Wiesner Ceballos, médica, Directora General del Instituto Nacional de Cancerología de Colombia[9][10][11]
- Guillermo Rojas Wiesner fue ingeniero. Trabajó para el municipio de Zipaquirá y la Identidad Zipaquireña.
- Gustavo Eduardo Vergara Wiesner fue abogado. Se desempeñó como Director del Instituto Colombiano de Bienestar Familiar,[12] Vicepresidente de Caracol, y Primer Notario en realizar una boda virtual en Colombia y documento digital & electrónico de Suramérica.[13][14]
- Raúl Gerardo Wiesner Barros es un director de teatro colombiano y preparador actoral para teatro, cine y televisión. A lo largo de su carrera profesional ha entrenado a numerosos actores y actrices.

## Toponimia
- Wiesner
- Wiessner
- Edificio Wiesner Laboratorios de investigación en Cambridge, Massachusetts, EE. UU. Alberga el MIT Media Lab, el Centro de Bits y Átomos y el List Visual Arts Center.
- Planta de tratamiento de agua Francisco Wiesner